# O.K. (album Boys)
O.K. – dziewiąty album zespołu Boys, wydany 1 lipca 1997 roku przez firmę fonograficzną Green Star.
Wydawnictwo w niespełna 14 dni od premiery uzyskało status platynowej płyty, a po roku sprzedała się w ponad milionowym nakładzie. Znaczną popularnością cieszył się pochodzący z płyty utwór pt. „Jesteś szalona”, który został odkupiony od zespołu Mirage. Autorem słów na albumie jest Marcin Miller, a muzyki Janusz Konopla. Piosenkę „3xHej” dedykuje swoim rodzicom. Do utworów „Chłop z Mazur”, „Tylko Ty”, „Jesteś szalona” i „Dlaczego” zostały nakręcone teledyski.

## Lista utworów

### Wersja CD
1. „Intro” (muz. Boys)
2. „Chłop z Mazur” (muz. Igor Giro, sł. Marcin Miller)
3. „Tylko ty” (muz. i sł. Marcin Miller)
4. „Jesteś szalona” (muz. Janusz Konopla, sł. Janusz Konopla, Marcin Miller)
5. „Dlaczego” (muz. Marcin Miller, sł. Krzysztof Morawski, Marcin Miller)
6. „Powiem ci” (muz. i sł. Marcin Miller)
7. „Przeszło minęło” (muz. i sł. Marcin Miller)
8. „3xHej” (muz. i sł. twórcy ludowi)
9. „Noce z tobą” (muz. Mariusz Anikiej, sł. Mariusz Anikiej, Marcin Miller)
10. „Miłość” (muz. twórcy ludowi, sł. Marcin Miller)
11. „Poznać cię” (muz. Igor Giro, sł. Marcin Miller)
12. „Wspólne inicjały” (muz. i sł. Marcin Miller)
13. „Jesteś szalona” (polo version) (muz. Janusz Konopla, sł. Janusz Konopla, Marcin Miller)

### Wersja kasetowa
Strona A:
1. „Jesteś szalona” (Spanish version) (muz. Janusz Konopla, sł. Janusz Konopla, Marcin Miller)
2. „Dlaczego” (muz. Marcin Miller, sł. Krzysztof Morawski, Marcin Miller)
3. „Powiem ci” (muz. i sł. Marcin Miller)
4. „Przeszło minęło” (muz. i sł. Marcin Miller)
5. „3xHej” (muz. i sł. twórcy ludowi)
6. „Noce z tobą” (muz. Mariusz Anikiej, sł. Mariusz Anikiej, Marcin Miller)

Strona B:
1. „Poznać cię” (muz. Igor Giro, sł. Marcin Miller)
2. „Miłość” (muz. twórcy ludowi, sł. Marcin Miller)
3. „Wspólne inicjały” (muz. i sł. Marcin Miller)
4. „Tylko ty” (muz. i sł. Marcin Miller)
5. „Chłop z Mazur” (muz. Igor Giro, sł. Marcin Miller)